# Grenada a 2012. évi nyári olimpiai játékokon
Grenada a nagy-britanniai Londonban megrendezett 2012. évi nyári olimpiai játékok egyik részt vevő nemzete volt. Az országot az olimpián 3 sportágban 10 sportoló képviselte, akik összesen 1 érmet szereztek. Grenada első aranyérmét szerezte az olimpiai játékok történetében.

## Érmesek
| Érem  | Versenyző    | Sportág  | Versenyszám |
| ----- | ------------ | -------- | ----------- |
| Arany | Kirani James | Atlétika | Férfi 400 m |

## Atlétika
Férfi
| Versenyző           | Versenyszám | Selejtező | Selejtező | Selejtező | Előfutam   | Előfutam   | Előfutam   | Elődöntő | Elődöntő | Elődöntő | Döntő   | Döntő    |
| Versenyző           | Versenyszám | Idő       | Hely.     | Össz.     | Idő        | Hely.      | Össz.      | Idő      | Hely.    | Össz.    | Idő     | Helyezés |
| ------------------- | ----------- | --------- | --------- | --------- | ---------- | ---------- | ---------- | -------- | -------- | -------- | ------- | -------- |
| Paul Williams       | 100 m       | kiemelt   | kiemelt   | kiemelt   | 10,65      | 7.         | 48.*       | kiesett  | kiesett  | kiesett  | kiesett | kiesett  |
| Joel Redhead        | 200 m       |           |           |           | 21,22      | 8.         | 46.        | kiesett  | kiesett  | kiesett  | kiesett | kiesett  |
| Kirani James        | 400 m       |           |           |           | 45,23      | 1.         | 9.         | 44,59    | 1.       | 2.       | 43,94   |          |
| Rondell Bartholomew | 400 m       |           |           |           | nem indult | nem indult | nem indult | kiesett  | kiesett  | kiesett  | kiesett | kiesett  |

| Versenyző  | Versenyszám | 100 m | 100 m | Távolugrás | Távolugrás | Súlylökés | Súlylökés | Magasugrás | Magasugrás | 400 m | 400 m | 110 m gát  | 110 m gát  | Diszkoszvetés | Diszkoszvetés | Rúdugrás   | Rúdugrás   | Gerelyhajítás | Gerelyhajítás | 1500 m     | 1500 m     | Végeredmény   | Végeredmény   |
| Versenyző  | Versenyszám | Idő   | Pont  | Eredmény   | Pont       | Eredmény  | Pont      | Eredmény   | Pont       | Idő   | Pont  | Idő        | Pont       | Eredmény      | Pont          | Eredmény   | Pont       | Eredmény      | Pont          | Idő        | Pont       | Pont          | Helyezés      |
| ---------- | ----------- | ----- | ----- | ---------- | ---------- | --------- | --------- | ---------- | ---------- | ----- | ----- | ---------- | ---------- | ------------- | ------------- | ---------- | ---------- | ------------- | ------------- | ---------- | ---------- | ------------- | ------------- |
| Kurt Felix | Tízpróba    | 11,12 | 834   | 763 cm     | 967        | 13,28 m   | 684       | 205 cm     | 850        | 50,17 | 807   | nem indult | nem indult | nem indult    | nem indult    | nem indult | nem indult | nem indult    | nem indult    | nem indult | nem indult | nem ért célba | nem ért célba |

Női
| Versenyző             | Versenyszám | Előfutam   | Előfutam   | Előfutam   | Elődöntő | Elődöntő | Elődöntő | Döntő   | Döntő    |
| Versenyző             | Versenyszám | Idő        | Hely.      | Össz.      | Idő      | Hely.    | Össz.    | Idő     | Helyezés |
| --------------------- | ----------- | ---------- | ---------- | ---------- | -------- | -------- | -------- | ------- | -------- |
| Janelle Redhead       | 200 m       | 23,08      | 3.         | 22.        | 23,51    | 8.       | 24.      | kiesett | kiesett  |
| Kanika Beckles        | 400 m       | nem indult | nem indult | nem indult | kiesett  | kiesett  | kiesett  | kiesett | kiesett  |
| Neisha Bernard-Thomas | 800 m       | 2:03,23    | 6.         | 17.        | 2:00,68  | 8.       | 16.      | kiesett | kiesett  |

* - egy másik versenyzővel azonos eredményt ért el

## Taekwondo
Női
| Versenyző         | Versenyszám | Nyolcaddöntő          | Negyeddöntő       | Elődöntő          | Vigaszág elődöntő            | Bronz- mérkőzés   | Döntő             | Helyezés |
| Versenyző         | Versenyszám | Ellenfél Eredmény     | Ellenfél Eredmény | Ellenfél Eredmény | Ellenfél Eredmény            | Ellenfél Eredmény | Ellenfél Eredmény | Helyezés |
| ----------------- | ----------- | --------------------- | ----------------- | ----------------- | ---------------------------- | ----------------- | ----------------- | -------- |
| Andrea St Bernard | Váltósúly   | Nur Tatar (TUR) · 1–5 |                   |                   | Paige McPherson (USA) · 2–15 | kiesett           |                   | 7.       |

## Úszás
Férfi
| Versenyző    | Versenyszám | Előfutam | Előfutam | Előfutam | Elődöntő | Elődöntő | Elődöntő | Döntő   | Döntő    |
| Versenyző    | Versenyszám | Idő      | Hely.    | Össz.    | Idő      | Hely.    | Össz.    | Idő     | Helyezés |
| ------------ | ----------- | -------- | -------- | -------- | -------- | -------- | -------- | ------- | -------- |
| Esau Simpson | 100 m gyors | 53,26    | 1.       | 43.      | kiesett  | kiesett  | kiesett  | kiesett | kiesett  |